# Matematična knjižnica, Ljubljana
Matematična knjižnica je visokošolska knjižnica, ki deluje v sklopu Fakultete za matematiko in fiziko v Ljubljani in Inštituta za matematiko, fiziko in mehaniko. Je največja matematična knjižnica v Sloveniji.
Matematična knjižnica se nahaja v tretjem nadstropju stavbe FMF na Jadranski 19 v Ljubljani.
Prostora za gradivo primanjkuje, po poročilih pa bi potrebovali vsaj 200 m dodatnih polic, da bi vsaj za nekaj let zmanjšali prostorski problem. Pomanjkanje sredstev za nakup tuje znanstvene literature knjižnica poskuša omiliti s skrbno izbiro dobaviteljev te literature oz. z direktnim naročanjem. Financira ji Inštitut za matematiko, fiziko in mehaniko ter Fakulteta za matematiko in fiziko.
V prihodnosti je v načrtu pridobitev novih prostorov na Jadranski 21, kjer fakulteta že ima tri nadstropja. S tovrstno pridobitvijo, bi lahko matematično knjižnico preselili v pritličje, saj naj bi teža knjig v 3. nadstropju že uničevala statiko stavbe.

## Zgodovina
Nastala je leta 1960 z združitvijo knjižnice pri matematičnem seminarju na filozofski (pozneje naravoslovni) fakulteti in  knjižnico Inštituta za uporabno matematiko na Tehniški fakulteti. Vsaka knjižnica je imela ob združitvi skromen fond 2500 zvezkov knjig in revij. Združena knjižnica je bila tedaj zaradi pomanjkanja prostora nameščena na hodniku v pritličju glavnega poslopja univerze. Do danes je knjižnični fond narasel na dobrih 50000 enot. Od leta 1963 velik del sredstev za nakup knjižnega gradiva prispeva Inštitut za matematiko, fiziko in mehaniko.

## Zbirka
Matematična knjižnica ima 50.000 enot. V letu 2010 so imeli naročenih 248 naslovov serijskih publikacij, v svoji zbirki pa hrani približno 1000 naslovov serijskih publikacij. Del gradiva, ki se nahaja v knjižnici je prosto dostopen, del gradiva pa se nahaja v skladišču v prizidku fakultete. Gradivo v obeh enotah je urejeno po tekoči številki. Posebne zbirke so:
- Vegove knjige, ki je sestavljena iz originalnih izvodov njegovih del,
- zbirka starejših učbenikov za matematiko,
- zbirka matematičnih znanstvenih monografij slovenski avtorjev.

Matematična knjižnica naroča dve bazi podatkov, MathSciNet in Zentralblatt MATH, ki pokrivata matematično literaturo od 1940 oziroma 1936 dalje. Mnogi slovenski matematiki kot avtorji ocen sodelujejo pri kreiranju novih zapisov v obeh podatkovnih bazah. Obe bazi sta dostopni on-line, pred leti pa so naročali tudi njuni tiskani različici, ki ju knjižnica še vedno hrani. Zbirki predstavljata osrednja in najpomembnejša vira za raziskovalce s področja matematike.

## Storitve/poslanstvo
Knjižnico večinoma uporabljajo študenti matematike in zaposleni na univerzi ali na Inštitutu za matematiko, fiziko in mehaniko. Uporabnikov je okoli 1400 od tega je 1000 študentov, 250 zaposlenih, 150 pa je ostalih. Knjižnica s svojim delovanjem podpira pedagoški in raziskovalni proces na fakulteti ter inštitutu.
Poleg klasičnih storitev kot so pridobivanje, hranjenje in posredovanje gradiva se v knjižnici izdeluje tudi Slovensko matematično bibliografijo za katero je zadolžen en zaposlen.
Svojim uporabnikom knjižnica nudi 29 čitalniških mest, uporabnikoma pa so na voljo tudi računalniki.

## Izposoja
Gradivo si lahko na dom izposodijo le člani knjižnice za dobo enega meseca z možnostjo podaljšanja. V primeru, da gradivo ni dostopno, ga je možno rezervirati preko telefona ali  osebno v knjižnici. Če uporabnik gradiva ne vrne pravočasno se mu zaračunava zamudnina, v skrajnem primeru pa se uporabniku pošlje tudi opomin. Na gradivo shranjeno v skladišču je potrebno počakati 1 dan.
Serijske publikacije in zaključna dela so na voljo samo v čitalnici. 